# Graduated Fool
Graduated Fool är ett musikalbum från 2002 med den nederländska sångerskan Anouk.

## Låtlista
1. Too Long
2. Everything
3. Hail
4. Who Cares
5. Graduated Fool
6. Stop Thinking
7. No Time to Waste
8. Searching
9. Margarita Chum
10. I Live for You
11. Bigger Side